# Gardênia Azul
Gardênia Azul est un quartier de la zone ouest de la ville de Rio de Janeiro, au Brésil.

## Présentation
Gardênia Azul est un quartier de classe populaire, avec un IDH de 0,768 en 2000, se classant ainsi 106e au classement des quartiers les plus développés de Rio. Ses quartiers voisins sont Jacarepaguá, Anil, Freguesia et Cidade de Deus.